# Samsung Galaxy J4 Core
Samsung Galaxy J4 Core – smartfon przedsiębiorstwa telekomunikacyjnego Samsung Electronics z serii Galaxy J. Telefon miał premierę 11 listopada 2018 roku.

## Wygląd zewnętrzny oraz wykonanie
Ekran wykonany jest ze szkła. Tylny panel oraz rama telefonu zostały wykonane z plastiku.
Na tylnej obudowie umieszczona jest latarka
Konstrukcja smartfona jest podobna do Galaxy J4+ oraz Galaxy J6+.
Na dole urządzenia znajduje się microUSB 2.0, mikrofon oraz gniazdo słuchawkowe (jack 3,5 mm). Po lewej stronie znajduje się przycisk do regulacji głośności oraz tacki na karty, natomiast na prawej stronie głośnik oraz przycisk zasilania.
Smartfon jest sprzedawany w 3 kolorach: czarnym, niebieskim i złotym.

## Specyfikacja techniczna[2][3]

### Wyświetlacz i kamera
Telefon wyposażony jest w wyświetlacz 6,0 calowy IPS LCD HD+ (1480 × 720 px, 274 ppi) o proporcjach 18,5:9.

### Aparat
Samsung Galaxy J4 Core posiada aparat główny o rozdzielczości 8 MP z przysłoną f/2.2, dodatkowe informacje: możliwość doświetlenia diodą LED. Funkcje: HDR, panorama
Z przodu telefonu umieszczony jest przedni aparat o rozdzielczości 5 MP z przysłoną f/2.2, dodatkowe informacje: możliwość doświetlenia diodą LED.
Tylna kamera może nagrywać wideo do 1080p przy 30 fps.

### Pamięć
Telefon jest wyposażony w 1 GB pamięci RAM oraz 16 GB pamięci wewnętrznej, którą można rozszerzyć za pomocą karty microSD o pojemności do 512 GB.

### Bateria
J4 Core posiada baterię litowo-polimerową z pojemnością 3300 mAh.

### Oprogramowanie
Galaxy J4 Core jest wyposażony w Android 8.1 „Oreo” z Samsung Experience. Urządzenie wykorzystuje specjalną odchudzoną wersję Androida, która nosi nazwę Android Go.

### Procesor
Qualcomm Snapdragon 425 z zegarem procesora 1,4 GHz (4x1.4 GHz Cortex-A53). Jest on w 28nm procesie litograficznym. Procesor posiada 4 rdzenie oraz układ graficzny Adreno 308 @500 MHz.

### Inne informacje
Można umieścić w nim dwie karty SIM, w ramach „dual SIM”. Telefon posiada akcelerometr oraz czujnik zbliżeniowy.